# Stipa mayeri
Stipa mayeri är en gräsart som beskrevs av Jan Otakar Martinovský. Stipa mayeri ingår i släktet fjädergrässläktet, och familjen gräs. Inga underarter finns listade i Catalogue of Life.